# UV-Oxidation
UV-Oxidation bezeichnet ein Oxidationsverfahren (eine Photooxidation) mit der Kombination von UV-Licht und Wasserstoffperoxid (H2O2). Die primären Reaktionen wurden bereits von Haber und Willstätter beschrieben und bezeichnen als einen wesentlichen Reaktionsmechanismus die Bildung von OH-Radikalen. Diese Radikale gelten als die stärksten Radikale, die im wässrigen System existieren, was die stark oxidierende Wirkung der UV-Oxidation erklärt.
Eine technische Bedeutung hat die UV-Oxidation in der Wasseraufbereitung (z. B. als Advanced Oxidation Process) oder in der organischen Synthese (z. B. Einführung von sauerstoffhaltigen funktionellen Gruppen in organische Verbindungen). Die Bedeutung der UV-Oxidation in der Wasseraufbereitung und die elementaren Reaktionen sind in der Literatur beschrieben. 
Die UV-Oxidation wird insbesondere für die Reinigung von biologisch schwer oder nicht abbaubaren Schadstoffen (z. B. Pestizide, Biozide oder Arzneimittel) in Abwässern eingesetzt. Dabei werden die Schadstoffe größtenteils in stabile anorganische Verbindungen wie H2O, CO2 und Salze mineralisiert.
Technische Anwendungen der UV-Oxidation sind insbesondere für industrielle Abwässer aus der chemischen und pharmazeutischen Industrie beschrieben.